# Myosorex geata
Myosorex geata es una especie de musaraña de la familia soricidae.

## Distribución geográfica
Es endémica de Tanzania.

## Hábitat
Su hábitat natural son: montañas húmedas subtropicales o tropicales.